# Ariane de Boucard
Amazilia boucardi
Espèce
Répartition géographique
Statut de conservation UICN

 EN B1ab(i,ii,iii,iv,v) : En danger
Statut CITES
L’Ariane de Boucard (Amazilia boucardi, aussi Polyerata boucardi) est une espèce de colibris de la sous-famille des Trochilinae.
Son nom est attribué au naturaliste Adolphe Boucard (1839–1905).

## Description

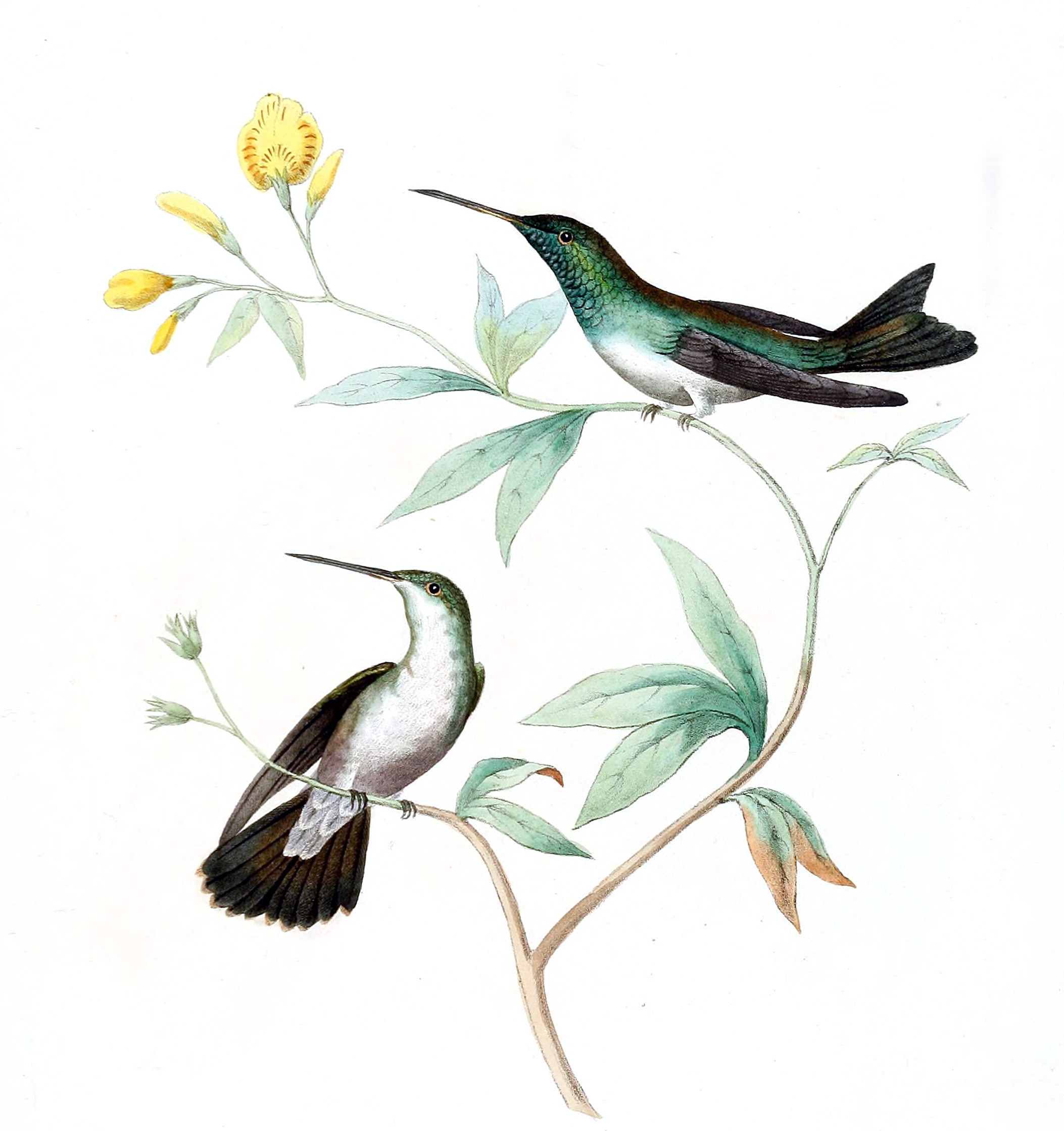
Un couple (femelle à gauche) par Jean-Marie Fugère.

Cet oiseau mesure environ 9,5 cm de longueur. Il possède un plumage essentiellement vert dessus et blanc dessous. Le mâle a la gorge et la poitrine vert bleu vif tandis que celles de la femelle sont blanches bordées de vert pâle.

## Distribution
L’Ariane de Boucard, endémique du Costa Rica, occupe exclusivement la zone côtière du Pacifique du Golfe de Nicoya au Golfe Duce.

## Habitat
Cet oiseau fréquente la mangrove et les milieux adjacents.

## Alimentation
Elle se nourrit principalement du nectar des fleurs du Palétuvier du Pacifique Pelliciera (en) rhizophorae (famille des Tetrameristaceae).

## Source
(en) « Neotropical Birds Online », Cornell Lab of Ornithology, 25 juillet 2011